# Селезнёвка (Восточно-Казахстанская область)
Селезнёвка (каз. Селезневка) — станция в Зыряновском районе Восточно-Казахстанской области Казахстана. Входит в состав Октябрьской поселковой администрации. Находится примерно в 56 км к западу от районного центра, города Зыряновска. Код КАТО — 634841400.

## Население
В 1999 году население станции составляло 107 человек (49 мужчин и 58 женщин). По данным переписи 2009 года, в населённом пункте проживали 72 человека (34 мужчины и 38 женщин).